# Sigurd Ring (pjäs)
Sigurd Ring är en tragedi på vers av den svenske författaren Erik Johan Stagnelius. Den handlar om den svenske kungen Sigurd Ring som är förälskad i en kvinna som redan har en brudgum, och Sigurd utmanar därför brudgummen i strid.
Den franska salongsvärdinnan Germaine de Staël hade i sn bok De l'Allemagne från 1813 uppmanat nordiska författare att i likhet med danske Adam Oehlenschläger skildra nordiska sagomotiv, vilket Stagnelius hade tagit till sig. Det exakta tillkomståret för Sigurd Ring är okänt. Christoffer Eichhorn daterade den tillsammans med dramat Wisbur till åren 1814–1816. Fredrik Böök menade att den tidigast kan ha författats 1817, då Stagnelius använder motiv ur Skjöldungasagan och Gunnlaug Ormstungas saga, som blev välbekanta i Sverige först det året.